# Katerini
Katerini (en griego: Κατερίνη, antiguamente: Αικατερίνη - Aikaterini; "Catalina") es una ciudad griega de la periferia de Macedonia Central, es la capital de la unidad periférica de Piería. La ciudad se encuentra en la llanura Piérica y une el Monte Olimpo con el golfo Termaico, a una altitud de 14 m s. n. m. El municipio es uno de los más recientes de Grecia y cuenta con una población de 83,764 habitantes según el censo de 2001. Se conecta con Salónica y Atenas a través de la Ruta europea E75 y la Vía Egnatia con el norte griego. Varios trayectos de las líneas de tren Intercity la conectan con el resto del país, además de poseer un extenso sistema regional de buses.